# Savannah (Teksas)
Savannah – jednostka osadnicza w Stanach Zjednoczonych, w stanie Teksas, w hrabstwie Denton.